# Nostima flavitarsis
Nostima flavitarsis är en tvåvingeart som beskrevs av Canzoneri och Giuseppe Giovanni Antonio Meneghini 1969. Nostima flavitarsis ingår i släktet Nostima och familjen vattenflugor. Inga underarter finns listade i Catalogue of Life.